# Auf der Flucht (1993)
Auf der Flucht (Originaltitel: The Fugitive, englisch für „Der Flüchtige“) ist ein Spielfilm des Regisseurs Andrew Davis aus dem Jahr 1993. Er basiert auf der gleichnamigen US-amerikanischen Fernsehserie. Die Hauptrollen spielten Harrison Ford und Tommy Lee Jones, der für seine Rolle mit einem Oscar ausgezeichnet wurde. Der Film wurde in sechs weiteren Kategorien nominiert, was ungewöhnlich viel für einen Actionthriller ist. 1998 erschien die Fortsetzung Auf der Jagd.

## Handlung
Richard Kimble ist erfolgreicher Arzt, bis er des Mordes an seiner Frau Helen Kimble angeklagt wird. Da der Täter nicht ermittelt werden kann, glaubt man ihm seine Aussage nicht, selbst noch mit dem – laut Kimbles Aussage einarmigen – Mörder seiner Frau gerungen zu haben. Letztlich wird Kimble wegen der Indizienlage zum Tode verurteilt. Auf der Fahrt in das Gefängnis, wo er mittels Giftspritze hingerichtet werden soll, verunglückt der Gefängnisbus infolge eines Befreiungsversuches anderer Gefangener und kollidiert mit einem Zug. Kimble kann, nachdem er noch das Leben eines Polizisten gerettet hat, fliehen und taucht unter.
Von nun an befindet sich Kimble auf der Flucht, verfolgt von dem ehrgeizigen und bei Suchaktionen sehr erfahrenen U.S. Marshal Samuel Gerard, der ihn mit allen Mitteln wieder gefangen nehmen will. Immer wieder gelingt es dem Flüchtigen, das Team der Jäger auszutricksen oder durch waghalsige Aktionen zu entkommen. So entflieht er durch einen Staumauerüberlauf in schwindelnder Höhe, nimmt sich eine Wohnung in Chicago und stellt in einem Krankenhaus als Hausmeister getarnt Recherchen über Einarmige an, die als mögliche Täter in Frage kommen, um sich selbst zu entlasten. Dort korrigiert er eine Fehldiagnose und rettet so ein weiteres Menschenleben, wodurch er allerdings auffällt und ins Visier der Fahnder gerät. Kimble versucht, mit den Ergebnissen seiner Recherchen den Einarmigen zu finden. Als er einen Verdächtigen, der wegen eines anderen Verbrechens im Gefängnis sitzt, besucht, wird er beinahe von Gerard verhaftet und kann nur in letzter Sekunde in den Wirren der Saint-Patrick’s-Day-Parade in Chicago untertauchen.
Kimble findet schließlich den einarmigen Mann, der seine Frau umgebracht hat. Dieser heißt Frederic Sykes, ist Sicherheitsbeauftragter für den Pharmakonzern Devlin McGregor und wurde von dessen Vorstandsvorsitzenden, Dr. Charles Nichols, im Auftrag des Unternehmens auf Kimble angesetzt. Kimble findet heraus, dass die Markteinführung eines neuen Medikamentes namens Provasic nur aufgrund von gefälschten Forschungsergebnissen erfolgte, was das Unternehmen zu vertuschen versuchte. Kimble hatte herausgefunden, dass dieses Medikament schwere Leberschäden verursacht. Ihn zu ermorden, hätte eine Untersuchung ausgelöst, die zur Entdeckung der Nebenwirkungen von Provasic hätten führen können. Deshalb  sollte Kimble unglaubwürdig gemacht werden, indem er als Mörder seiner Frau hingestellt wurde.
Auf der U-Bahn-Fahrt zum Chicago Hilton Hotel, wo Nichols auf einem Kongress das neue Medikament vorstellt, wird Kimble von Sykes angegriffen. Ein Polizist, der Kimble zu verhaften versucht, wird von Sykes erschossen, bevor Kimble diesen überwältigen kann. Kimble kann zwar entkommen, wird von der Chicagoer Polizei nun aber fälschlicherweise als Polizistenmörder verfolgt. Kimble gelangt schließlich zum Hotel und will Nichols zur Rede stellen. Beide werden jedoch in einen Kampf verwickelt, der sie auf das Dach des Hotels führt. Währenddessen nehmen die Marshals um Gerard die Verfolgung auf, wobei sie auch dafür sorgen müssen, dass die Chicagoer Polizei Kimble nicht umbringt. Kimble und Nichols landen schließlich in der Wäscherei des Hotels, wo Gerard sie zu stellen versucht. Kimble schlägt Nichols nieder, als dieser mit einer Waffe auf Gerard anlegt.
Kimble wird unter dem Schutz von Gerard in Handschellen abgeführt und die Verletzten werden von Sanitätern abtransportiert. Im Auto nimmt Gerard, der während der Jagd auf Kimble nach und nach erkannt hat, dass dieser zu Unrecht verurteilt worden war, ihm die Handschellen ab. Es erwartet ihn der Freispruch vom Mord an seiner Frau, Sykes und Nichols werden verhaftet, die Polizei von Chicago gerät in die Defensive wegen ihrer Ermittlungen bei dem Mord an Helen Kimble und es wird gegen das Unternehmen ermittelt.

## Vorlage
Der Film basiert auf der Serie Auf der Flucht bzw. Dr. Kimble auf der Flucht aus den 1960er Jahren, in der David Janssen die Titelfigur darstellte und Barry Morse den Lt. Gerard, der den Flüchtenden unerbittlich verfolgte. Die Serie wiederum hat den realen Kriminalfall des unschuldig wegen Mordes verurteilten Arztes Samuel Sheppard zum Vorbild. Die Flucht allerdings ist eine Erfindung der Serie.

## Kritiken
Laut filmstarts.de funktioniert der Film „nicht nur wegen seiner großartigen Action und inszenatorischen Qualität so gut“. So seien es „das Zusammenspiel zwischen Harrison Ford und Tommy Lee Jones sowie die bei aller Action doch lebensnah wirkende Geschichte, die den Film in höhere Sphären heben“. Die beiden Schauspieler hätten „ihre Rollen exzellent und sehr menschlich“ interpretiert. Die Handlung sei „intelligent zusammengefügt“ und könne „neben ihren zweifellos vorhandenen Thrillerqualitäten auch als Drama gelten“. Zusammenfassend urteilte filmstarts.de: „Eine perfekt durchdachte Story, gründliche Charakterisierungen, ausgezeichnete Darstellerleistungen und inszenatorische Brillanz sollten gar den anspruchsvollen Cineasten zufrieden stellen“.
Cinema lobte: „das Duell der beiden Stars artet in eine zweistündige Tour de force voller Spannung und spektakulärer Action aus“. Das Fazit lautete: „Pure Hochspannung voll Action und Tempo.“ Das Lexikon des internationalen Films sprach von einer „schnörkellose[n] Kriminalstory, die in der ersten Hälfte durchaus fesselt, sich zum Ende hin jedoch als zu dünnblütig erweist“. Daher wären „ein wenig mehr Verrätselung und eine ambivalentere Hauptfigur“ besser für den Film gewesen.
Für Die Chronik des Films war Auf der Flucht „in kreativer Teamarbeit ein handwerklich exzellenter und temporeicher Actionfilm“. Critic.de lobte die „extravagante[n] Setpieces“, die „den action- und spannungsreichen Hergang der Handlung“ begleiten, wobei „Tommy Lee Jones seinem Co-Star irgendwann die Schau zu stehlen beginnt“.

## Auszeichnungen (Auswahl)
- Tommy Lee Jones erhielt für seine Darstellung des Samuel Gerard den Oscar und den Golden Globe als bester Nebendarsteller.
- Der Film erhielt weitere sechs Oscar-Nominierungen: Bester Film, Beste Filmmusik (James Newton Howard), Beste Kamera (Michael Chapman), Bester Schnitt, Bester Ton und Bester Tonschnitt.
- Die Deutsche Film- und Medienbewertung FBW in Wiesbaden verlieh dem Film das Prädikat „besonders wertvoll“.[7]

## Fortsetzung
- Die Fortsetzung Auf der Jagd stellt den Deputy U.S. Marshal Sam Gerard (erneut Tommy Lee Jones) und sein Ermittlerteam (darunter Robert Downey Jr.) in den Mittelpunkt der Handlung. Den Gesuchten spielt Wesley Snipes als ebenfalls unschuldig verurteilter Flüchtling.

## Trivia

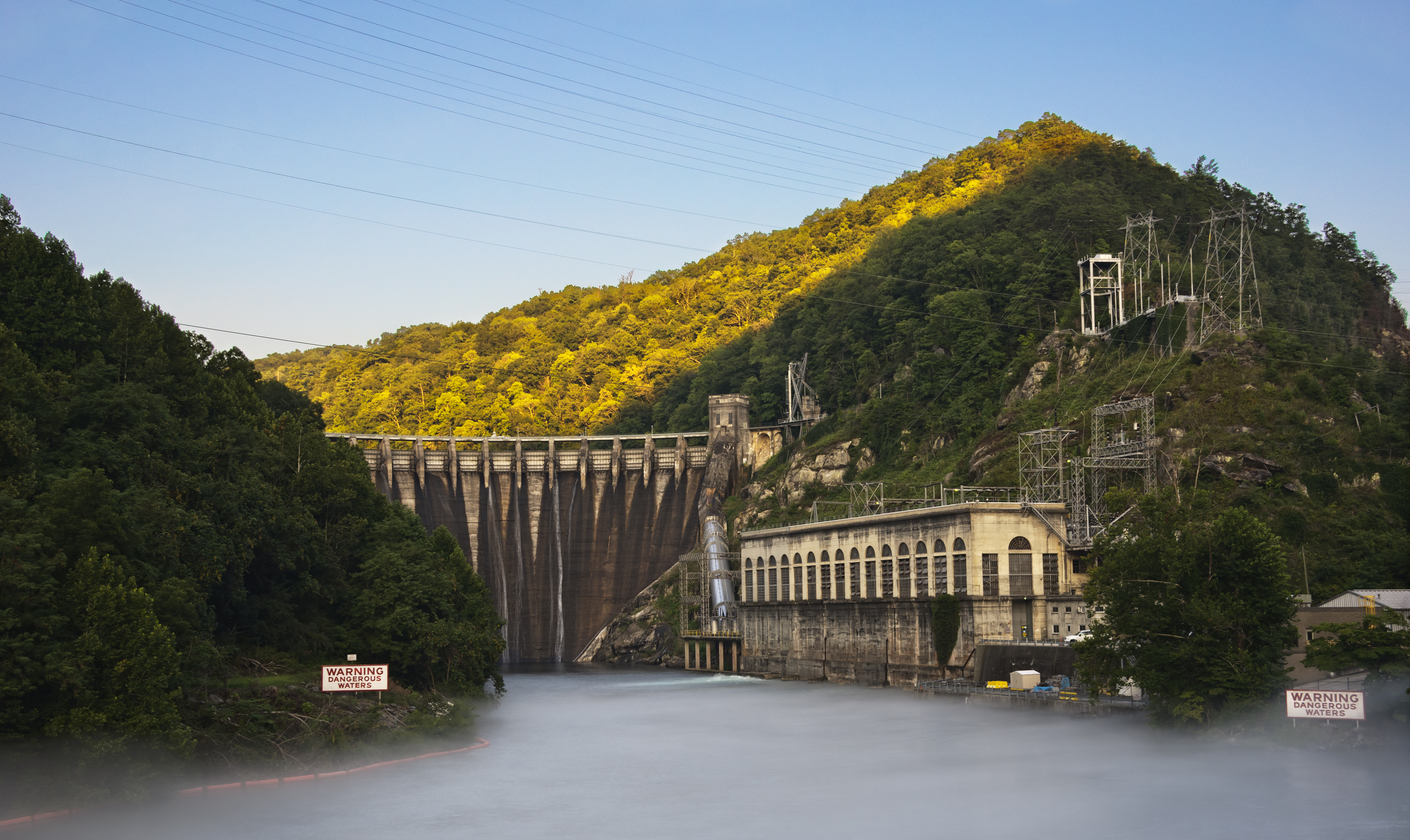
Die Cheoah-Staumauer

- Das Krankenhaus, in dem sich Dr. Kimble selbst verarztet, ist das Harris Regional Hospital in Sylva, North Carolina. Die Staumauer Cheoah Dam in Deals Gap, North Carolina, diente der Talsperren-Szene als Kulisse. Die Verfolgungsjagd im Kanal wurde im stillgelegten Chicago Tunnel gedreht. Der Zugunfall wurde an der Great Smoky Mountains Railroad gedreht.
- Neil Flynn, der im Film einen U-Bahn-Polizisten spielt, verkörpert in der Krankenhaus-Comedy-Serie Scrubs – Die Anfänger den Hausmeister. Dort wird der Hausmeister auch auf seine Vergangenheit als Schauspieler und auf diese Rolle angesprochen.
- Die Parodie Leslie Nielsen ist sehr verdächtig aus dem Jahr 1998 basiert grundsätzlich auf dem Film Auf der Flucht.
- Die Staumauersprungszene wird unter anderem auch in der Simpsons-Folge Lisas Rivalin aufgegriffen, als Milhouse vor dem FBI flüchtet. In der Simpsons-Folge Wer erschoss Mr. Burns Teil 2 springt Homer ähnlich wie Richard Kimble in Fesseln aus dem Gefangenentransporter und flieht in ein Krankenhaus.
- Der fiktive NCIS-Agent Anthony DiNozzo (Michael Weatherly) zitiert Tommy Lee Jones beziehungsweise Samuel Gerard in verschiedenen Episoden der Serie Navy CIS, so zum Beispiel in der zehnten Folge der fünften Staffel Wie ein wilder Stier, als das NCIS-Team auf der Suche nach einem flüchtigen Marine ist.
- Jake Peralta (Andy Samberg) zitiert die Ansprache von Tommy Lee Jones an der Staumauer in der elften Folge der vierten Staffel (Nur wir zwei und das Handtuch macht drei) der US-Fernsehserie Brooklyn Nine-Nine. Hier ist die Suche nach flüchtigen Verbrechern in Brooklyn (New York) Anlass für die Referenz, nachdem diese ebenfalls während eines Gefangenentransports fliehen konnten.

## Synchronisation
Der Film wurde bei der Deutschen Synchron in Berlin vertont. Frank Schröder und Matthias Müntefering schrieben das Dialogbuch, Michael Richter führte die Dialogregie.
| Rolle                       | Darsteller        | Sprecher              |
| --------------------------- | ----------------- | --------------------- |
| Dr. Richard Kimble          | Harrison Ford     | Wolfgang Pampel       |
| Marshal Samuel Gerard       | Tommy Lee Jones   | Ronald Nitschke       |
| Helen Kimble                | Sela Ward         | Franziska Pigulla     |
| Dr. Anne Eastman            | Julianne Moore    | Astrid Bless          |
| Deputy Marshal Cosmo Renfro | Joe Pantoliano    | Stefan Fredrich       |
| Frederic Sykes              | Andreas Katsulas  | Hans-Werner Bussinger |
| Dr. Charles Nichols         | Jeroen Krabbé     | Lutz Riedel           |
| Deputy Marshal Robert Biggs | Daniel Roebuck    | Norbert Gescher       |
| Deputy Marshal Poole        | L. Scott Caldwell | Sabine Sebastian      |
| Deputy Marshal Noah Newman  | Tom Wood          | Peter Flechtner       |
| Detective Kelly             | Ron Dean          | Horst Lampe           |
| Detective Rosetti           | Joseph F. Kosala  | Klaus Jepsen          |
| alter Wächter               | Richard Riehle    | Klaus Sonnenschein    |
| Dr. Kathy Wahlund           | Jane Lynch        | Evamaria Miner        |